# Exponentialsumme
Eine Exponentialsumme ist in der analytischen Zahlentheorie eine endliche Summe der Form
{\displaystyle S_{f}(N)=\sum \limits _{1\leq n\leq N}e\left(f(n)\right)}
für ein {\displaystyle N\in \mathbb {N} }, wobei {\displaystyle f:[1,N]\to \mathbb {R} } eine (üblicherweise glatte) Funktion und {\displaystyle e(x):=e^{2\pi ix}} ist.
Exponentialsummen werden insbesondere in der russischen Literatur (z. B. bei Iwan Winogradow) auch als trigonometrische Summen bezeichnet.
Ist {\displaystyle f} ein reelles Polynom, so bezeichnet man {\displaystyle S_{f}(N)} auch als Weyl-Summe, benannt nach Hermann Weyl.

## Eigenschaften
Die Funktion {\displaystyle e(x)} nennt man additiver Charakter auf {\displaystyle \mathbb {R} }, {\displaystyle f} nennt man Amplitudenfunktion und {\displaystyle N} Länge der Summe.
Der Shift des Argumentes wird mit
{\displaystyle S_{f}(N,M):=\sum \limits _{M<n\leq N+M}e\left(f(n)\right)=\sum \limits _{1\leq n\leq N}e\left(f(n+M)\right)}
notiert, wobei {\displaystyle f} nun auf dem Interval {\displaystyle [M+1,M+N]} definiert sein muss.

### Komplexe Verallgemeinerung
Exponentialsummen können für eine reelle Folge {\displaystyle (a_{n})_{1\leq n\leq N}} auch auf
{\displaystyle \sum \limits _{1\leq n\leq N}a_{n}e\left(f(n)\right)}
verallgemeinert werden. Dies entspricht der obigen Definition der Exponentialsumme mit einer komplexen Funktion {\displaystyle g:[1,N]\to \mathbb {C} }, denn es gilt
{\displaystyle e(g(n))=e^{2\pi ig(n)}=e^{2\pi i\operatorname {Re} (g(n))-2\pi \operatorname {Im} (g(n))}}
und somit gilt
{\displaystyle a_{n}=e^{-2\pi \operatorname {Im} (g(n))}.}
Noch allgemeiner definiert man
{\displaystyle S_{\Phi ,F}(N_{1};\dots ;N_{r})=\sum \limits _{1\leq x_{1}\leq N_{1}}\cdots \sum \limits _{1\leq x_{r}\leq N_{r}}\Phi (x_{1},\dots ,x_{r})e\left(F(x_{1},\dots ,x_{r})\right)}
für eine beliebige komplex-wertige Funktion {\displaystyle \Phi } und eine reell-wertige Funktion {\displaystyle F}.

## Geschichte
Weyl veröffentlichte 1916 als Erster eine Anwendung von Exponentialsummen in der Zahlentheorie (siehe Gleichverteilung modulo 1). 1921 entwickelte er eine Methode um Weyl-Summen abzuschätzen, welche heute als Weyls Methode bezeichnet wird.
1921 und 1922 veröffentlichte Johannes van der Corput zwei Arbeiten, aus der eine weitere Methode zur Abschätzung von Exponentialsummen hervorging und heute als Van der Corputs Methode bezeichnet wird.
1935 und 1936 veröffentlichte Iwan Winogradow eine weitere Methode zur Abschätzung von Weyl-Summen. Zusätzlich veröffentlichte er 1937 eine Methode zur Abschätzung von Exponentialsummen mit Primzahlen. Beide Methoden werden heute als Winogradows Methode bezeichnet.